# Ханык Султан Ханым
Ханык Султан Ханым (каз. Ханық Сұлтан Ханым) — жена казахского хана Касыма, мать Мамаш-хана и Хак-Назар-хана.

## Биография
Происхождение Ханык Султан Ханым доподлинно неизвестно. Ханык Султан Ханым жена казахского хана Касыма и мать его сыновей Мамаша и Хакназара и дочери Булдур Ханым.

## Жена хана
В начале 30-х годов XVI века в Казахском ханстве началась война между внуками Жанибек-хана. Из этой междоусобицы, называемой также «гражданской войной», победителем вышел Хакназар-хан сын Касым хана и Ханык Султан Ханым. Тахир-хан не смог усмирить влиятельных султанов Казахского ханства, таких как правитель Жетысу Буйдаш-хан, правитель Сыгнака Ахмет.
Тахир-хан потерпел поражение от правителя Могулистана Кельди-Мухаммеда и бежал в Кыргызстан, где и погиб. После этого новым ханом стал Тугум-хан. Но его власть не признали правитель Жетысу Буйдаш и правитель Сыгнака Ахмет — оба провозгласили себя ханами. И в это драматическое время для всего казахского народа на историческую арену вышел сын Касым хана Хак-Назар-хан.Он родился от жены Касым хана Ханык Султан Ханым. С раннего возраста Хакназар хан воспитывался у двора Ногайских мурз вместе со своей сестрой, по имени Бульдур Ханым, которая была замужем за ногайским бием Шейх Мамаем. Ногайцы Хакназара стали называть Хакназар султаном, а казахи за глаза говорили Хакназар хан. Казахи в это время в одном бою смогли убить знатного ногайского бия Алчагира, а его сын Орак батыр в отместку убил казахского хана Ахмеда. Вот в такое время Шейх Мамай, с целью полностью подчинить себе Казахское и Сибирское ханства, приблизил себе не только Хакназар султана, но и сыновей Сибирского хана Ибака Кучума и Ахмет-Гирея, которых в будущем планировал поставить правителями к этим вассальным ханствам. Но Хакназар не стал подчиняться Шейх Мамаю и вернулся в Казахское ханство. Султан Хакназар признаёт Тугума ханом. Ахмет начал поход против Ногайской орды, но был разбит ногайцами и попал к ним в плен с пятнадцатью своими сыновьями. В 1535 году Ахмет был убит Орак батыром. Султан Хак-Назар захватил территорию Ахмета. Западная граница ханства прошла по Аральскому морю.
Султан Хак-Назар нанёс сокрушительное поражение Буйдаш-хану, который бежал в Могулистан. Хак-Назар захватил Западный Жетысу. 1538 году после смерти Тугум-хана ханом стал Хакназар, гражданская война окончилась его победой. Хакназар-хан начал объединять казахские земли. Он вернул в состав Казахского ханства северные районы Сары-Арки. Начав поход против Ногайской орды, он отвоевал у ногайцев город Сарайчик и окружающие его казахские территории. В борьбе с хивинцами им был завоеван полуостров Мангышлак (Мангыстау).